# Margelchopf
Margelchopf är en bergstopp i Schweiz.   Den ligger i distriktet Wahlkreis Werdenberg och kantonen Sankt Gallen, i den östra delen av landet, 150 km öster om huvudstaden Bern. Toppen på Margelchopf är 2 163 meter över havet, eller 145 meter över den omgivande terrängen. Bredden vid basen är 0,60 km.
Terrängen runt Margelchopf är bergig åt sydväst, men åt nordost är den kuperad. Närmaste större samhälle är Grabs, 5,3 km nordost om Margelchopf. 
Omgivningarna runt Margelchopf är en mosaik av jordbruksmark och naturlig växtlighet. Runt Margelchopf är det tätbefolkat, med 266 invånare per kvadratkilometer.